# Образцово (городской округ Домодедово)
Образцово — деревня в составе городского округа Домодедово Московской области.

## Население
Согласно Всероссийской переписи, в 2002 году в деревне проживало 372 человека (173 мужчины и 199 женщин); преобладающая национальность — русские (92%). По данным на 2005 год в деревне проживало 367 человек.

## Расположение
Деревня Образцово расположена на реке Гнилуше. Находится примерно в 15 км к югу от города Домодедово. У северной границы деревни проходит Московское малое кольцо. Ближайшие населённые пункты — деревни Житнево, Проводы и село Красный Путь.

## Улицы
В деревне расположены следующие улицы:
- Береговая улица
- Дубовая улица
- Звездная улица
- Луговая улица
- улица Русь